# Avro Canada CF-100 Canuck
Avro Canada CF-100 Canuck (còn hay gọi là "Clunk") là một loại máy bay tiêm kích/đánh chặn phản lực của Canada, nó phục vụ trong Chiến tranh Lạnh cả ở các căn cứ của NATO tại Châu Âu và NORAD. CF-100 là loại máy bay tiêm kích duy nhất cho Canada tự thiết kế sản xuất, nó được trang bị cho các phi đội của RCAF/CAF và một số lượng nhỏ tại Bỉ. CF-100 đặc trưng với khả năng chạy đà cất cánh ngắn và vận tốc leo cao lớn, rất thích hợp cho vai trò tiêm kích đánh chặn.

## Thiết kế và phát triển
Đầu thập niên 1950, Canada cần một loại máy bay tiêm kích đánh chặn mọi thời tiết để có thể tuần tra một khu vực rộng lớn ở phía bắc Canada và hoạt động trong mọi điều kiện thời thiết. Loại máy bay tiêm kích đánh chặn này có hai chỗ, tổ lái gồm phi công và hoa tiêu dẫn đường, nó được thiết kế với hai động cơ, có radar tiên tiến và hệ thống điều khiển hỏa lực đặt ở mũi cho phép nó hoạt động trong mọi điều kiện thời tiết hoặc ban đêm.

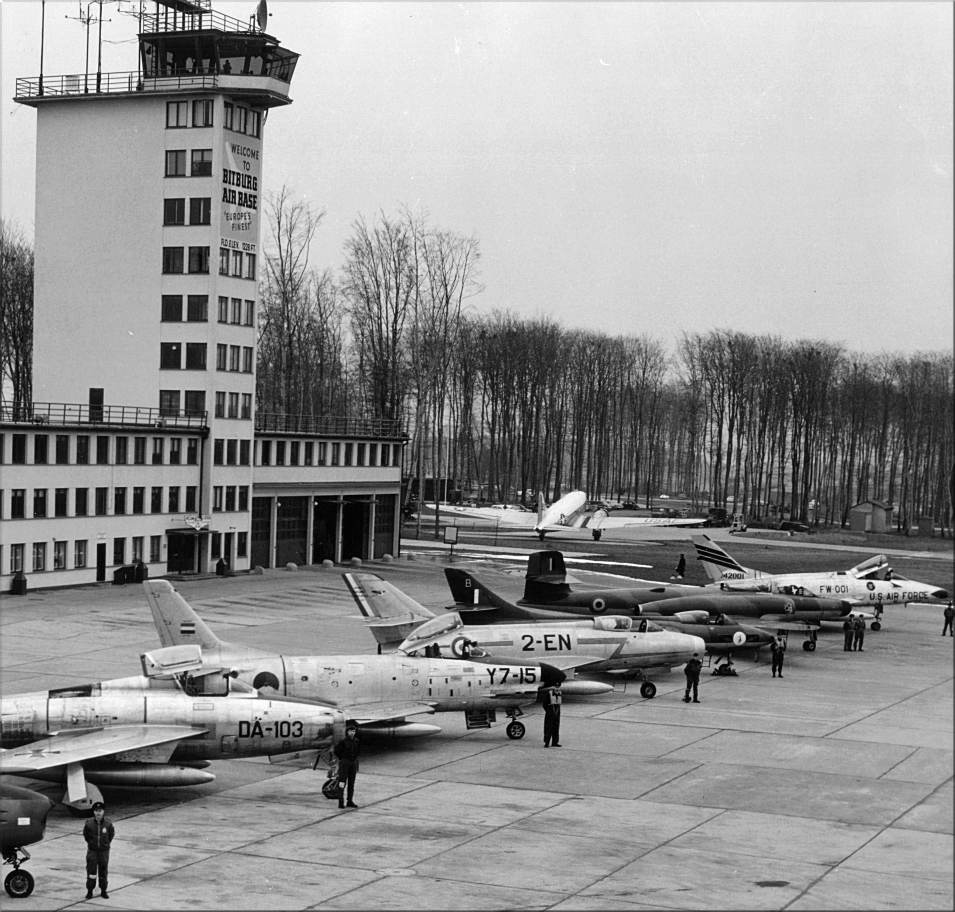
CF-100 trong biên chế NATO tại căn cứ Bitburg năm 1959

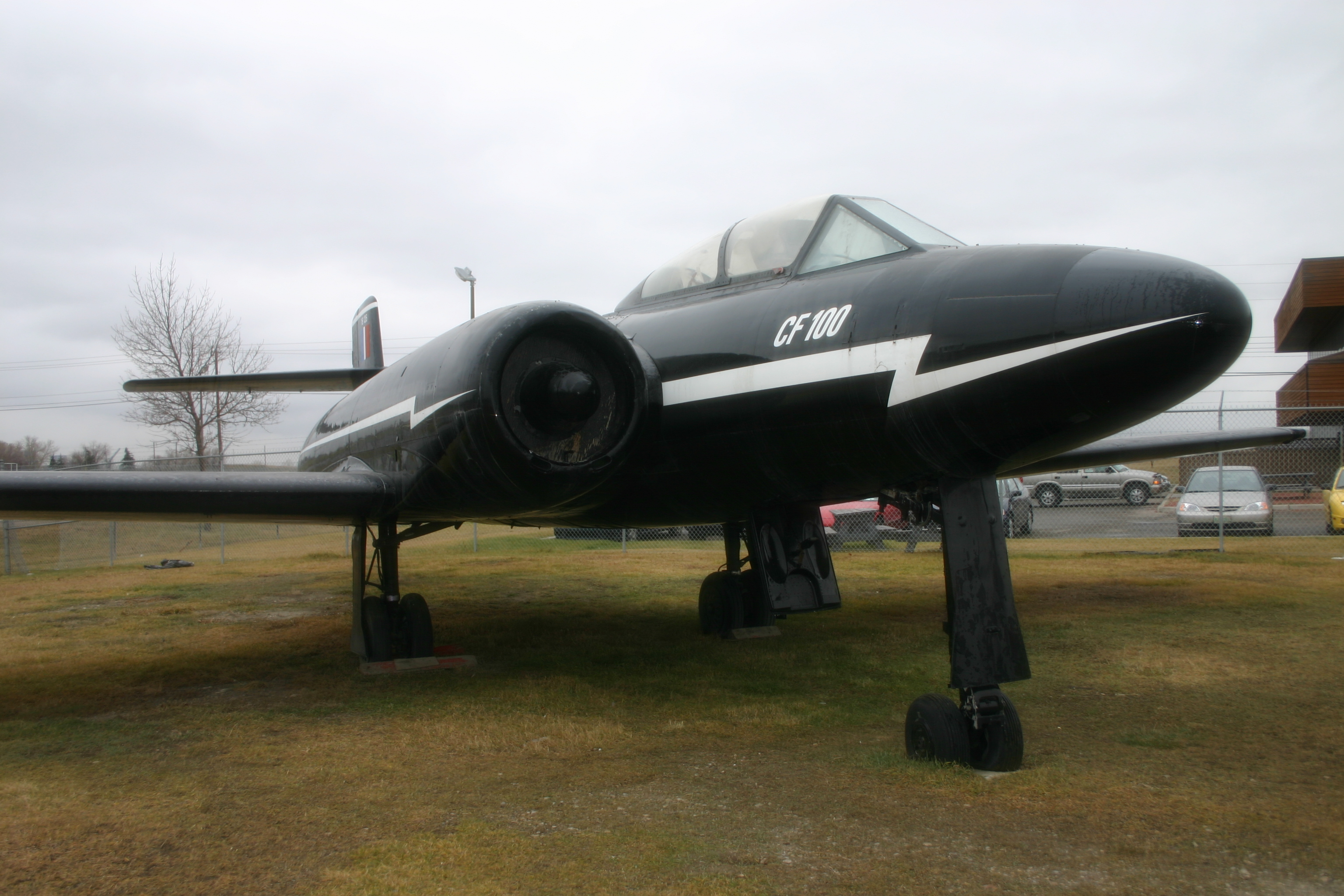
CF-100 Mk 3 sơn màu của mẫu thử CF-100 trưng bày tại bảo tàng không gian vũ trụ Calgary.

Avro Canada đã khởi xướng thiết kế của XC-100 để đáp ứng được các tiêu chí kỹ thuật của Không quân Hoàng gia Canada (RCAF) cho một loại tiêm kích mọi thời tiết vào tháng 10/1946. Công việc của kỹ sư trưởng Edgar Atkin đối với CF-100 sau đó đã được chuyển qua cho John Frost, John Frost trước đây làm việc cho de Havilland, cùng với kỹ sư khí động học trưởng của Avro là Jim Chamberlin làm việc lại với thết kế thân ban đầu. Mẫu thử CF-100 Mark 1 mang số hiệu "18101", đã được chế tạo tại nhà máy của Avro, nó được sơn màu đen toàn thân, có các tia sét trắng chạy dọc thân và động cơ. Mẫu thử CF-100 bay lần đầu ngày 19/1/1950 do phi công thử nghiệm trưởng, chỉ huy phi đoàn của công ty Gloster Aircraft là Bill Waterton điều khiển. Waterton được thuê từ công ty Gloster, một thành viên khác của Hawker Siddeley Group, Waterton được chọn nhờ kinh nghiệm của mình với sự phát triển của máy bay phản lực, có thể nói Waterton là một trong những phi công có số giờ bay với máy bay phản lực cao nhất thế giới lúc đó. Chiếc Mark 1 trang bị hai động cơ phản lực Avon RA 3 có lực đẩy mỗi động cơ là 28,9 kN (2.950 kgp / 6.500 lbf)
Mẫu thử thứ hai có số hiệu 18102 cũng được trang bị động cơ Rolls-Royce Avon, nhưng các loạt máy bay tiền sản xuất là lô đầu tiên sau này lại sử dụng động cơ phản lực Avro Orenda. 5 chiếc máy bay tiền sản xuất thử nghiệm Mk 2 (18103-18107) đều được trang bị động cơ phản lực Orenda 2; 1 chiếc trang bị hệ thống điều khiển kép và được định danh là máy bay huấn luyện Mk 2T. Phiên bản sản xuất đầu tiên, được định danh là Mk 3, trang bị radar APG-33 và 8 khẩu súng máy 12,7 mm. Mk 3CT và Mk 3DT là các phiên bản có hệ thống điều khiển kép và được trang bị cho các đơn vị huấn luyện chiến đấu.

### Sản xuất
Tháng 9/1950, RCAF đặt mua 124 chiếc thuộc phiên bản Mk 3; chiếc đầu tiên đưa vào trang bị năm 1953. Chúng được trang bị 8 khẩu súng máy.50-cal. Phiên bản cuối cùng trang bị đạn phản lực là Mk 4A, được chế tạo dựa trên mẫu thử Mk 4 (thực chất là Mk 3 sửa đổi), bay lần đầu ngày 11/10/1952. Phần mũi đặt radar APG-40, giá treo đầu cánh có thể mang được thùng phóng rocket. 54 chiếc Mk 3 thuộc 1 đơn đặt hàng đã được đổi thành Mk 4 vào năm 1954, tổng cộng Mk 4 được chế tạo 510 ciếc. Phiên bản Mk 4B có động cơ Orenda 11 khỏe hơn.
5 phiên bản, hay gọi là "mark", đã được sản xuất, phiên bản cuối cùng Mk 5 được sản xuất từ năm 1955 trở về sau. Phiên bản Mk 5 có đầu cánh dài thêm 1,06 m (3 ft. 6 in.) và đuôi rộng hơn, bỏ đi các khẩu súng máy. Phiên bản đề xuất Mk 6 có thể lắp tên lửa Sparrow II và trang bị động cơ Orenda 11IR có chế độ đốt tăng lực, mục đích là để tạo ra một mẫu tiêm kích tạm thời trước khi Avro CF-105 Arrow được đưa vào trang bị. Một dự án CF-103 cánh xuôi cận âm đã được nghiên cứu và một mô hình mẫu đã được chế thử vào năm 1951, nhưng bị xem là yếu kém, ngay cả chiếc CF-100 khi bổ nhào cũng có thể đạt vận tốc âm thanh lớn hơn CF-103. 18/12/1952, phi công thử nghiệm trưởng của công ty Avro là Janusz Żurakowski đã điều khiển mẫu thử Mk 4 đạt vận tốc Mach 1 khi bổ nhào từ độ cao 30.000 ft, đây là máy bay phản lực cánh thẳng đầu tiên bay siêu âm có điều khiển.

## Lịch sử hoạt động

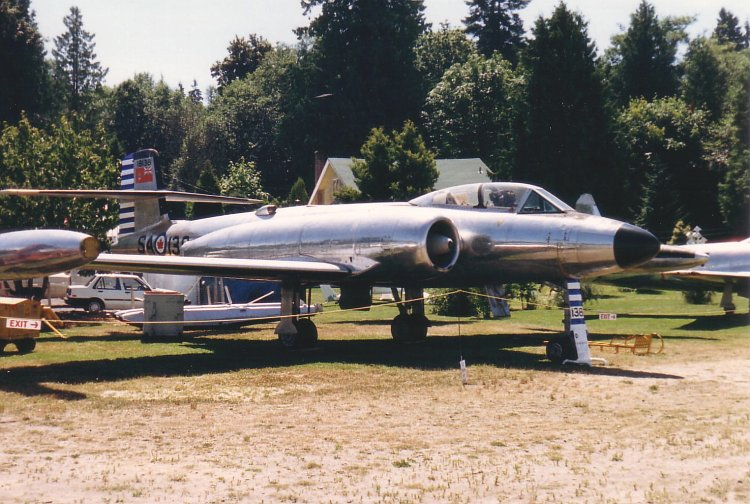
CF-100 Mk 3 tại Bảo tàng Bay Canada 7/1988

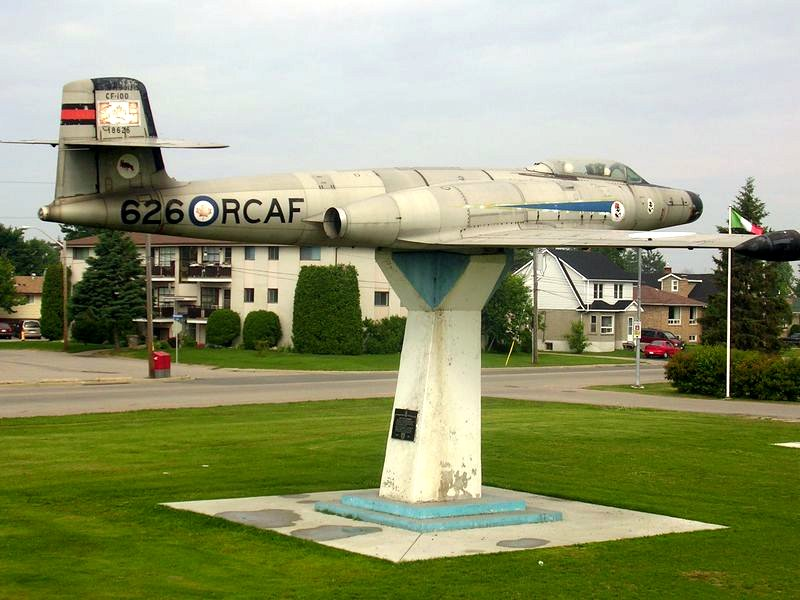
CF-100 trưng bày tại North Bay's Lee Park

Canuck còn được các phi công RCAF gọi một cách thân mật là "Clunk" vì tiếng ồn mà bộ bánh đáp mũi gây ra khi rút vào thân sau khi cất cánh. Tên cái tên thân mật khác ít được biết đến là "Lead Sled", sở dĩ nó có tên này do cần điều khiển của nó nặng và thiếu khả năng cơ động, đây còn là biệt danh khác mà các phi công dùng gọi cho các máy bay khác trong thập niên 1950. Những chiếc khác cùng có biệt danh "Lead Sled" là CF-Zero, Zilch, Beast, tất cả máy bay này đều bị phi công xem là khó điều khiển hơn những chiếc tiêm kíh ngày của RCAF như Canadair Sabre.
CF-100 được biên chế cho các đơn vị thuộc Bộ tư lệnh phòng không Bắc Mỹ Hoa Kỳ/Canada (NORAD) để bảo vệ không phận Bắc Mỹ khỏi các máy bay chiến đấu của Liên Xô như máy bay ném bom chiến lược. Ngoài ra, 4 phi đoàn Canuck đóng quân tại châu Âu, thuộc Sư đoàn không quân 1 nằm dưới sự chỉ huy của NATO, hoạt động trong giai đoạn 1956-1962.
Khi Chiến tranh Triều Tiên nổ ra, USAF có nhu cầu về một máy bay phản lực, hoạt động trong mọi điều kiện thời tiết, đánh chặn tiếp tế/trinh sát. Do nhu cầu cấp bách nên USAF đã xem xét 2 mẫu máy bay là: CF-100 và English Electric Canberra. CF-100 đã bị loại bỏ vì không đủ tầm bay và tải trọng. Thiết kế của English Electric được chọn và được phát triển thành B-57 Canberra.
CF-100 phục vụ trong 9 phi đoàn của RCAF vào thời kỳ đỉnh điểm giữa thập niên 1950. 4 phi đoàn được triển khai tới châu Âu trong giai đoạn 1956-1962 dưới chương trình NIMBLE BAT, thay thế một số phi đoàn RCAF phục vụ trong NATO trang bị các máy bay tiêm kích ngày Canadair Sabre, các phi đoàn trang bị CF-100 được sử dụng để đánh chặn các máy bay của Xô viết bay vào không phận do khối NATO kiểm soát.
Trong những năm làm việc cho Avro Canada, phi công thử nghiệm trưởng S/L Żurakowski tiếp tục điều khiển máy bay như một phi công trình diễn nhào lộn, với những kết quả ngoạn mục, đặc biệt là vào Triển lãm hàng không Farnborough 1955, Żurakowski đã điều khiển chiếc CF-100 thực hiện động tác bay "lá rơi" (falling-leaf) nổi tiếng. Các nhà quan sát và công nghiệp hàng không đã không tin rằng một máy bay tiêm kích lớn lại có thể cơ động các động tác nhào lộn phức tạp như vậy, ông được họ xưng tụng là "Żura Vĩ đại". Do những thể hiện của ông mà Bỉ đã mua CF-100.
Tổng cộng có 692 chiếc CF-100 mọi phiên bản đã được chế tạo, gồm 53 chiếc bán cho Không quân Bỉ. Mặc dù với thiết kế ban đầu, tuổi thọ của máy bay chỉ khoảng 2.000 giờ, nhưng thực tế tuổi thọ khung máy bay Canuck lại có thể lên tới 20.000 giờ trước khi thải loại. Do vậy, mặc dù vài trò máy bay tiêm kích tiền tuyến của nó bị thay thế bởi CF-101 Voodoo, những chiếc Canuck vẫn phục vụ với vai trò trinh sát, huấn luyện, tác chiến điện tử trong Phi đoàn 414 tại Căn cứ North Bay, Ontario, đến tận năm 1981. Sau khi CF-100 nghỉ hưu, một số máy bay được trưng bày ở khắp các nơi trên đất nước Canada.
Mẫu máy bay tiêm kích sau CF-100 là CF-105 Arrow trang bị động cơ Orenda Iroquois tinh vi hiện đại do Canada thiết kế chế tạo, nhưng đã bị hủy bỏ vào năm 1959 sau một quyết định gây tranh cãi của chính phủ Canada.

## Biến thể
- CF-100 Mk 1: 2 mẫu thử đầu tiên.
  - CF-100 Mk 1P: Phiên bản trinh sát chụp ảnh đề xuất, không được chế tạo.
- CF-100 Mk 2: 10 chiếc thuộc lô sản xuất đầu tiên.
  - CF-100 Mk 2T: Phiên bản huấn luyện 2 chỗ của CF-100 Mk 2. 2 chiếc được chế tạo.
- CF-100 Mk 3: Phiên bản tiêm kích đánh chặn tầm xa 2 chỗ bay mọi thời tiết. Phiên bản sản xuất đầu tiên cho RCAF. 70 chiếc được chế tạo.
  - CF-100 Mk 3A: Kiểu phụ của CF-100 Mk 3, trang bị 2 động cơ phản lực Orenda 2. 21 chiếc được chế tạo.
  - CF-100 Mk 3B: Kiểu phụ của CF-100 Mk 3, trang bị 2 động cơ phản lực Orenda 8. 45 chiếc được chế tạo.
  - CF-100 Mk 3CT: 1 chiếc CF-100 Mk 3 chuyển đổi thành máy bay huấn luyện 2 chỗ. Định danh lại thành CF-100 Mk 3D.
- CF-100 Mk 4: Phiên bản tiêm kích đánh chặn tầm xa 2 chỗ bay mọi thời tiết. 1 chiếc được sản xuất.
  - CF-100 Mk 4A: Kiểu phụ của CF-100 Mk 4, trang bị 2 động cơ phản lực Orenda 9. 137 chiếc được chế tạo.
  - CF-100 Mk 4B: Kiểu phụ của CF-100 Mk 4, trang bị 2 động cơ phản lực Orenda 11. 141 chiếc được chế tạo.
  - CF-100 Mk 4X: Phiên bản đề xuất của CF-100 Mk 4. Không được chế tạo.
- CF-100 Mk 5: Phiên bản tiêm kích đánh chặn tầm xa 2 chỗ bay mọi thời tiết, trang bị 2 động cơ phản lực Orenda 11 hoặc Orenda 14. 332 chiếc được chế tạo.
  - CF-100 Mk 5D: Số lượng nhỏ CF-100 Mk 5 chuyển đổi thành máy bay đối kháng điện tử, tác chiến điện tử.
  - CF-100 Mk 5M: Số lượng nhỏ CF-100 Mk 5 mang được tên lửa không đối không AIM-7 Sparrow II.
- CF-100 Mk 6: Phiên bản đề xuất trang bị tên lửa không đối không AIM-7 Sparrow II. Không được chế tạo.

## Quốc gia sử dụng
Bỉ

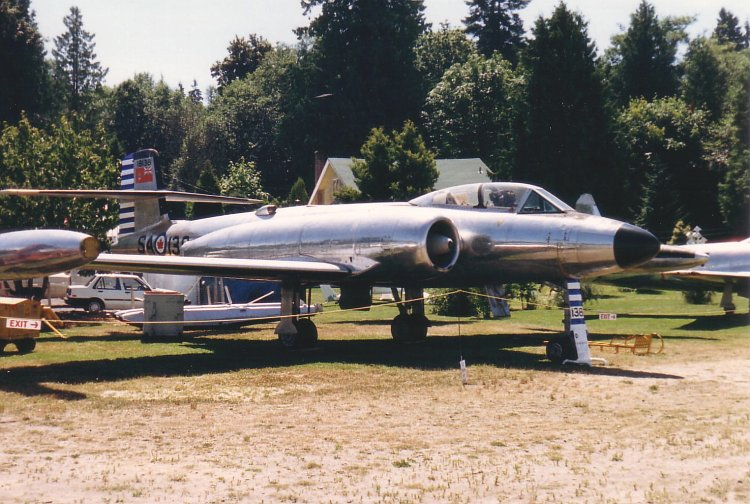
Avro CF-100 Canuck Mk 3

- Không quân Bỉ (53 Mk 5 từ 1957 tới 1964)
  - Phi đoàn 11
  - Phi đoàn 349
  - Phi đoàn 350

 Canada
- Không quân Hoàng gia Canada
- Bộ chỉ huy không quân Canada

- - Phi đoàn 409
  - Phi đoàn 410
  - Phi đoàn 414
  - Phi đoàn 416
  - Phi đoàn 419
  - Phi đoàn 423
  - Phi đoàn 425
  - Phi đoàn 428
  - Phi đoàn 432
  - Phi đoàn 433
  - Phi đoàn 440
  - Phi đoàn 445
  - Phi đoàn 448

## Những chiếc được trưng bày
Các bảo tàng các địa điểm trưng bày Avro Canada CF-100:
- 4 Wing Cold Lake, Alberta
- Bảo tàng Hàng không Alberta, Edmonton, Alberta
- Bảo tàng Hàng không Atlantic Canada, Halifax, Nova Scotia
- Bảo tàng Quân sự Căn cứ Borden
- Bảo tàng Bộ chỉ huy Máy bay ném bom Canada,[7] Nanton, Alberta
- Bảo tàng Không gian vũ trụ Calgary
- Bảo tàng Hàng không Canada, Ottawa, Ontario
- Bảo tàng Bay Canada, Langley, British Columbia
- Bảo tàng Di sản Máy bay chiến đấu Canada
- Centennial Park, Moncton, New Brunswick, Avro Canada CF-100 Canuck Mk 5 Serial Number 18488, Phi đoàn 432
- CFB Winnipeg
- Canadian Forces Garrison St. Hubert, Quebec
- Bảo tàng Không quân Comox, Comox, British Columbia
- Head Lake Park, Haliburton, Ontario
- Bảo tàng Chiến tranh Đế chế Duxford, Duxford, Cambridgeshire, Anh, Vương quốc Anh
- Sân bay quốc tế John C. Munro Hamilton, Hamilton, Ontario
- Bảo tàng Tưởng niệm Quân sự,[8] Campbellford, Ontario
- Bảo tàng Không quân Quốc gia Canada, Trenton, Ontario
- Bảo tàng Quốc gia Không quân Hoa Kỳ, Mk. 4A sơn màu Phi đoàn 428.
- Nav Canada, Cornwall, Ontario
- Bảo tàng Reynolds-Alberta, Wetaskiwin, Alberta
- Royal Canadian Legion, Cornwall, Ontario
- Trường Quân sự Hoàng gia Canada, Kingston, Ontario
- Trường Quân sự Hoàng gia Saint-Jean, Saint-Jean-sur-Richelieu, Quebec
- Bảo tàng Hoàng gia Lực lượng Vũ trang và Lịch sử Quân sự, Cinquantenaire, Brussels, Bỉ
- Công viên Wildwood, Malton, Ontario

## Tính năng kỹ chiến thuật (CF-100 Mk 5)

### Đặc điểm riêng
- Tổ lái: 2
- Chiều dài: 16,5 m (54 ft 2 in)
- Sải cánh: 17,4 m (57 ft 2 in)
- Chiều cao: 4,4 m (14 ft 6 in)
- Diện tích cánh: 54,9 m² (591 ft²)
- Trọng lượng rỗng: 10.500 kg (23.100 lb)
- Trọng lượng tải: 15.170 kg (33.450 lb)
- Động cơ: 2 × Avro Canada Orenda 11, 32,5 kN (7.300 lbf) mỗi chiếc

### Hiệu suất bay
- Vận tốc cực đại: 888 km/h (552 mph)
- Tầm bay: 3.200 km (2.000 mi)
- Trần bay: 13.700 m (45.000 ft)
- Vận tốc lên cao: 44,5 m/s (8.750 ft/min)
- Lực nâng của cánh:
- Lực đẩy/trọng lượng: 0,44

### Vũ khí
- 2 thùng treo đầu cánh chứa 29 rocket 70-mm (2.75 in)

### Máy bay có cùng sự phát triển
- Avro Canada CF-103

### Máy bay có tính năng tương đương
- Gloster Javelin
- F-89 Scorpion